# Solovey
Chansons représentant l'Ukraine au Concours Eurovision de la chanson
Under the Ladder
(2018) Shum
(2021)
Solovey (en cyrillique Соловей) est une chanson du groupe ukrainien Go_A, sortie le 4 février 2020 en téléchargement numérique. La chanson aurait dû représenter l'Ukraine au Concours Eurovision de la chanson 2020, à Rotterdam, aux Pays-Bas.

## À l'Eurovision
Le 15 février 2020, la chanson Solovey de Go_A est sélectionnée, au terme de la sélection Vidbir, comme représentante de l'Ukraine à l'Eurovision 2020.
La chanson aurait dû être interprétée en dix-septième et dernière position de l'ordre de passage de la première demi-finale, le 12 mai 2020. Cependant, le 18 mars 2020, l'annulation du Concours en raison de la pandémie de Covid-19 est annoncée.

## Classements
| Classements (2020)             | Meilleure position |
| ------------------------------ | ------------------ |
| Ukraine (Tophit Radio Top 100) | 16                 |